# Lázin János
Lázin János (Csegöld, 1941 – Budapest, 2011. december 31.) magyar nemzeti labdarúgó-játékvezető. Egyéb foglalkozása tanár.

## Pályafutása

### Nemzeti játékvezetés
A játékvezetői vizsga megszerzését követően Budapesti Labdarúgó-szövetség (BLSZ) keretében labdarúgó osztályokban szerezte meg a szükséges tapasztalatokat. Ellenőreinek, sportvezetőinek javaslatára került a országos játékvezetői keretbe. A legmagasabb labdarúgó osztályban 1983-ban debütált. NB. I-es mérkőzéseinek száma: 78.
| Időpont           | Helyszín                 | Mérkőzés típusa           | Mérkőzés                               | Eredmény |
| ----------------- | ------------------------ | ------------------------- | -------------------------------------- | -------- |
| 1983. március 12. | Városi Stadion, Diósgyőr | első NB. I-es mérkőzése   | Diósgyőri VTK–Nyíregyháza Spartacus FC | 2 : 0    |
| 1991. június 15.  | Városi Stadion, Pécs     | utolsó NB. I-es mérkőzése | Pécsi VSK–Dunakanyar-Vác FC            | 0 : 0    |

#### Nemzeti kupamérkőzések
Vezetett Kupa-döntők száma: 1.

##### Szabad Föld-kupa
1964 óta a falusi labdarúgók kupadöntőjét, a Szabad Föld-kupa döntőjét rendszeresen a Magyar Népköztársaság-kupa döntő előmérkőzéseként bonyolították le. A döntőben való részvételre az az alsóbb osztályú együttes jogosult, amelyik a legmesszebb jutott a Magyar Népköztársaság-kupában.
| Időpont        | Helyszín             | Mérkőzés típusa | Mérkőzés                   | Eredmény | Nézők száma |
| -------------- | -------------------- | --------------- | -------------------------- | -------- | ----------- |
| 1983. május 4. | Népstadion, Budapest | döntő           | Romhányi Kerámia–Vasvár SE | 1 : 1    | 3000        |

### Nemzetközi játékvezetés
Több UEFA-kupa, Intertotó Kupa, nemzetek közötti válogatott és klubmérkőzésen működő játékvezető partbírója.

## Sportvezetőként
Aktív pályafutását követően a Magyar Labdarúgó-szövetség (MLSZ) Játékvezető Testületnél (JT) majd a Játékvezető Bizottságnál (JB) az országos játékvezetők ellenőre.

## Sikerei, díjai
1991-ben a Nemzeti Sport újságírói által adott osztályzatok alapján – legjobb az ötös – az Év Játékvezetője cím versenyben Roxin György mögött az előkelő második helyen végzett. 10 mérkőzésből ötször volt ötös és ötször négyes osztályzatú.